# Роберт Браунинг
Роберт Браунинг (7. мај 1812 – 12. децембар 1889) био је енглески песник и драмски писац чији су га драмски монолози сврстали високо међу викторијанске песнике. Био је познат по иронији, карактеризацији ликова, црном хумору, друштвеним коментарима, историјским окружењима и изазовном вокабулару и синтакси.
Његове ране дугачке песме „Паулина“ (1833) и „Парацелзус“ (1835) биле су хваљене, али је његов углед на неко време опадао – његова песма „Сордело“ из 1840. године сматрана је намерно нејасном – и требало му је више од деценије да се опорави, до када је прешао са Шелијевих форми на личнији стил. Године 1846. оженио се колегиницом песникињом Елизабет Барет и преселио се у Италију. До њене смрти 1861. године, објавио је збирку „Мушкарци и жене“ (1855). Његова „Драматис Персонае“ (1864) и епска поезија у дужини књиге „Прстен и књига“ (1868–1869) учинили су га водећим песником. До смрти 1889. године, сматран је мудрацем и филозофом-песником који је допринео викторијанском друштвеном и политичком дискурсу. Друштва за проучавање његовог рада опстала су у Британији и САД до 20. века.